# Wijken en buurten in Son en Breugel
De Nederlandse gemeente Son en Breugel is voor statistische doeleinden onderverdeeld in wijken en buurten. De gemeente is verdeeld in de volgende statistische wijken:
- Wijk 00 Son (CBS-wijkcode:084800)
- Wijk 01 Breugel (CBS-wijkcode:084801)

Een statistische wijk kan bestaan uit meerdere buurten. Onderstaande tabel geeft de buurtindeling met kentallen volgens het Centraal Bureau voor de Statistiek (2008):
| CBS-buurtcode | Buurtnaam                   | Inwonertal | Opp. totaal (ha) | Opp. land (ha) | Ligging                |
| ------------- | --------------------------- | ---------- | ---------------- | -------------- | ---------------------- |
| BU08480000    | Son                         | 4500       | 277              | 271            | Locatie in de gemeente |
| BU08480001    | De Gentiaan                 | 4430       | 126              | 126            | Locatie in de gemeente |
| BU08480002    | Industrieterrein Ekkersrijt | 40         | 271              | 263            | Locatie in de gemeente |
| BU08480003    | 't Zand                     | 1350       | 64               | 62             | Locatie in de gemeente |
| BU08480009    | Verspreide huizen Son       | 350        | 1252             | 1220           | Locatie in de gemeente |
| BU08480100    | Breugel                     | 1090       | 115              | 114            | Locatie in de gemeente |
| BU08480101    | 't Eigen en Hoogstraat      | 3520       | 82               | 82             | Locatie in de gemeente |
| BU08480109    | Verspreide huizen Breugel   | 180        | 462              | 454            | Locatie in de gemeente |